# Fadrina rufa
Fadrina rufa är en insektsart som beskrevs av Navás 1912. Fadrina rufa ingår i släktet Fadrina och familjen myrlejonsländor. Inga underarter finns listade i Catalogue of Life.